# Hermitage (Dorset)
Hermitage – wieś i civil parish w Anglii, w Dorset, w dystrykcie (unitary authority) Dorset. W 2001 civil parish liczyła 101 mieszkańców.